# Peter Stevenhagen

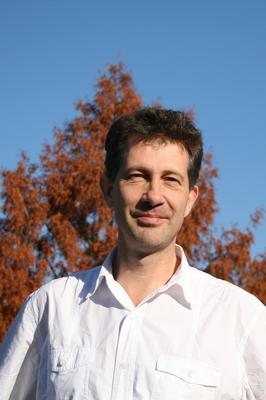
2012

Peter Stevenhagen (Haarlem, 12 maart 1963) is een Nederlandse wiskundige, die zich vooral met de getaltheorie bezighoudt.
Hij werd in 2001 aan de Universiteit Leiden benoemd tot hoogleraar in de zuivere wiskunde en in 2007 volgde zijn benoeming tot wetenschappelijk directeur van het wiskundig instituut in Leiden. Hij heeft op internet een aantal syllabi gepubliceerd over algebra.

## Syllabi
- Algebra 1, Universiteit Leiden, TU Delft, 2015
- Algebra 2, Universiteit Leiden, TU Delft, 2010
- Algebra 3, Universiteit Leiden, TU Delft, 2012

## Overige
- Rekenen en getaltheorie, oratie ter gelegenheid van zijn aanvaarding van het hoogleraarambt, 7 september 2001
- Wiskundig genootschap: een Europees visitekaartje, 2 juni 2002. voor Nieuw Archief voor Wiskunde

## Websites
- Universiteit Leiden. Peter Stevenhagen. Hoogleraar Zuivere wiskunde, in het bijzonder algebra en getaltheorie

- Bibsys: 9049803
- International Standard Name Identifier: 0000 0001 1489 6571
- Library of Congress Control Number: n2008047634
- Mathematics Genealogy Project: 32128
- NARCIS: PRS1240435
- Nationale Bibliotheek van Israël: 987007333486105171
- Nederlandse Thesaurus van Auteursnamen: 071229051
- Système universitaire de documentation: 130591726
- Virtual International Authority File: 31471027
- WorldCat: E39PBJpjdW7YwBRgJ3HvWg7GpP